# دتسکایا
دتسکایا (روسی: Детская литература، آوانگاری Detskaja literatura) شرکت انتشارات روس است، که در سال ۱۹۳۳ تأسیس شد.